# Tresowany mężczyzna
Tresowany mężczyzna (niem. Der Dressierte Mann) – książka Esther Vilar z 1971 roku. Główną ideą książki jest teza, iż kobiety kontrolują mężczyzn na swoją korzyść. Mimo że książka odniosła sukces medialny, a autorka jest kobietą, środowiska feministyczne przyszyły jej opinię faszystki. Wieloletnie groźby przemocy i śmierci zniszczyły karierę i życie prywatne pisarki. Tuż przed 2010 rokiem autorka podtrzymała jako aktualne tezy zawarte w swej książce.

## Streszczenie
Książka próbuje dowieść, że wbrew powszechnie panującej feministycznej retoryce kobiety w kulturach uprzemysłowionych nie są uciskane, ale raczej wykorzystują ugruntowany system manipulacji mężczyznami.
Vilar napisała: Mężczyźni byli szkoleni i tresowani przez kobiety, nie inaczej niż Iwan Pawłow tresował swoje psy, by stały się ich niewolnikami. Jako rekompensatę za ich pracę mężczyźni czasami korzystają z pochwy kobiety. W książce stwierdziła, że młodzi chłopcy są zachęcani do kojarzenia swojej męskości z umiejętnością seksualnej intymności z kobietą, a kobieta może kontrolować mężczyznę, wzmacniając społecznie jego poczucie męskości. Vilar stwierdziła, że dzieje się to już od jakiegoś czasu.
Autorka stwierdziła, że definicje i normy społeczne, takie jak koncepcja, że kobiety są słabe, są konstruowane przez kobiety z myślą o ich potrzebach. Vilar wyjaśnia, jak to działa: jeśli kobiety są postrzegane jako słabe, oczekuje się od nich mniej, a zatem daje się im więcej swobody w społeczeństwie niż mężczyznom. Vilar twierdzi, że kobiety są generalnie poszukiwaczkami złota (ang. gold-diggers), które próbują wydobyć pieniądze i inne zasoby materialne od mężczyzn. Jednym ze środków, za pomocą których kobiety kontrolują mężczyzn, aby dokonać tego transferu zasobów, jest pochwała. Kobiety chwalą mężczyzn tylko wtedy, gdy ich potrzeby są w jakiś sposób zaspokojone.
Innym sposobem manipulacji jest kalkulowane wykorzystanie emocji. Vilar stwierdziła, że kobiety mogą kontrolować swoje reakcje emocjonalne, podczas gdy mężczyźni nie mogą, i że kobiety tworzą zbyt zdramatyzowane reakcje emocjonalne, aby zwrócić ich uwagę: „szantażują” emocjonalnie mężczyzn.
Kobiety używają również seksu jako narzędzia manipulacji i kontroli, ale również tradycyjnych koncepcji miłości i romansu, które są postrzegane bardziej pozytywnie niż seks, aby kontrolować życie seksualne mężczyzn. Vilar pisze, że mężczyźni nic nie zyskują na małżeństwie i że kobiety zmuszają ich do niego pod pretekstem, że spełnia ono romantyczne pragnienia.
Książkę zamyka Vilar stwierdzeniem, że trudno byłoby zmienić sytuację, odwołując się do kobiet, ponieważ kobiety są nieczułe na los mężczyzn i niechętne do rezygnacji z wygodnej pozycji w społeczeństwie. Od mężczyzn zależy, czy przejdzie się przez te oszustwa i szantaż emocjonalny (poddawszy je otwartej krytyce), by nastąpiły jakiekolwiek istotne zmiany.

## Krytyka
Książka cieszyła się dużą popularnością w momencie premiery, po części ze względu na duże zainteresowanie prasy.
Vilar pojawiła się w The Tonight Show 21 lutego 1973 roku, aby omówić swoją książkę. W 1975 roku została zaproszona przez Westdeutscher Rundfunk na telewizyjną debatę z Alice Schwarzer, uważaną za czołową przedstawicielkę ruchu kobiecego w Niemczech. Debata ta wywołała kontrowersje, w szczególności ze względu na wysoki stopień agresji. W pewnym momencie Schwarzer stwierdziła, że Vilar jest „nie tylko seksistowska, ale i faszystowska”, i porównała jej książkę z nazistowskim dziennikiem Der Stürmer.
Vilar stwierdziła, że otrzymała groźby śmierci z powodu książki: Nie wyobrażałam sobie wystarczająco szeroko izolacji, w jakiej znalazłabym się po napisaniu tej książki. Nie wyobrażałam sobie również konsekwencji, jakie miałaby ona dla późniejszego pisania, a nawet dla mojego prywatnego życia – groźby użycia przemoc nie ustały do tej pory.